# Chitungwiza
Chitungwiza è una grande città dormitorio dello Zimbabwe, posta nella provincia del Mashonaland Orientale, che contava 321.782 abitanti al censimento del 2002.

## Storia
Specialmente a causa dell'estrema povertà della città e del marcato sovraffollamento del dormitorio "generale", nel 2008 si è innescata, a partire da agosto, una vastissima epidemia di colera, del ceppo El Tor.